# Estação das Artes Belchior
O Complexo Cultural Estação das Artes Belchior, conhecido como Estação das Artes, é um complexo cultural de 67 mil m² localizado no centro histórico da cidade de Fortaleza, ocupando o local da centenária edificação que abrigou a antiga estação ferroviária Professor João Felipe.

## Histórico
A historia da estação João Felipe é diretamente ligada a historia das ferrovias no Ceará se iniciando com a construção da Estação de Fortaleza da Estrada de Ferro de Baturité. 

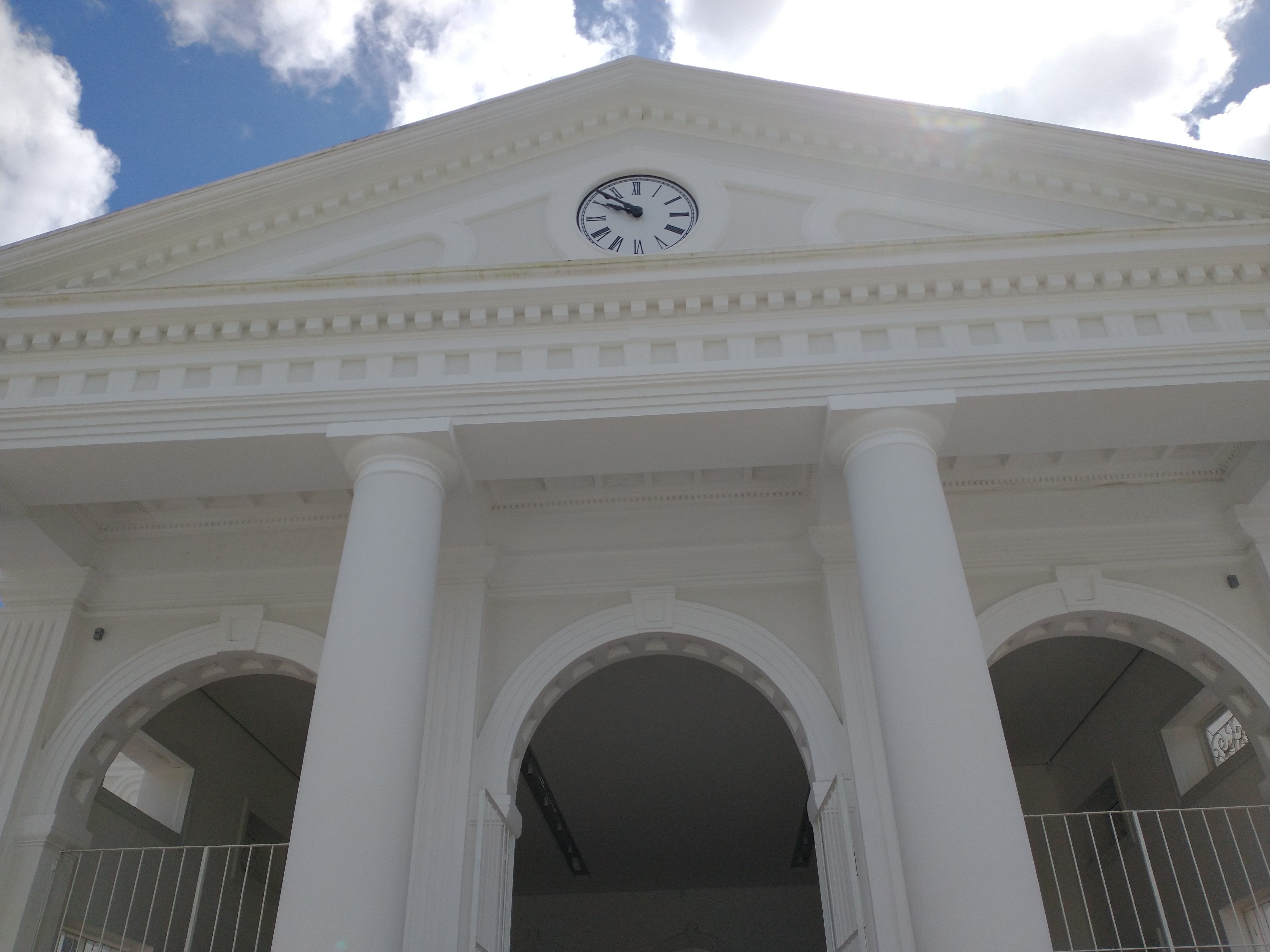

Em 20 de janeiro de 1872 se deu o início da construção da primeira estrutura da estação sendo usado o terreno onde ficavam o Morro do Croatá (antiga base militar do século XVII e que em 1859 foi construído o observatório astronômico da Comissão científica idealizada por D. Pedro II, apelidada de “Comissão das Borboletas”) e o Campo da Amélia (onde existia um jardim de 1830 construído para homenagear a II Imperatriz do Brasil, D. Amélia Leuchtenberg). A inauguração do primeiro prédio foi em 30 de novembro de 1873. A locomotiva Hunslet nº 01, carinhosamente chamada de “A Fortaleza” foi a primeira a andar sobre os trilhos da cidade. As primeiras locomotivas do Ceará foram trazidas de Leeds, na Inglaterra. Depois de desembarcadas no Poço da Dragas (antigo porto de Fortaleza), foram arrastadas por tração animal e trilhos portáteis para a estação que não havia sido terminada ainda.
No terreno ocupado atualmente pela estação João Felipe, na praça da estação, funcionou o cemitério de São Casimiro. A partir de 1865, o campo santo ficou em completo abandono até que, em 1877 foi decidido sua demolição. As autoridades da época mandaram  exumar alguns restos e os recolher ao cemitério de São João Batista. Em 1878 já estava tudo em ruínas: grades quebradas, túmulos destruídos, ossadas espalhadas pelo chão e animais pastando tranquilamente. A estação central foi construída sobre esses túmulos antigos. Projetada e construída com planta do engenheiro Henrique Foglare, no local do antigo cemitério de São Casemiro praticamente com mão-de-obra dos retirantes da seca de 1877 em terreno que pertencia à sesmaria de Jacarecanga, de procedência da família Torres que fez doação a uma sociedade de oficiais do exército para o exercício de soldados. A Confraria de São José declarou-se dona da região e mais tarde a aforou à via férrea de Baturité. A obra, teve sua pedra fundamental lançada em 30 de novembro de 1873, mas somente foram iniciadas as obras em 1879, sendo, assim, inaugurada em 9 de junho de 1880. Em 1946, quando era Presidente da República o Dr. José Linhares, cearense de Baturité, a Estação Central da Rede de Viação Cearense (RVC) passou a ser chamada com o nome de Professor João Felipe, em homenagem ao ilustre engenheiro ferroviário cearense, nascido em Tauá, em 23 de março de 1861.
No dia 13 de janeiro de 2014, após anos funcionando como ponto final das linhas sul (Esta encerrou suas atividades em 2009 na estação João Felipe para dar continuidade as obras da linha sul do metrô) e oeste do sistema de trens urbanos de Fortaleza a estação foi desativada para das seguimento as obras da Linha Leste do metrô de Fortaleza.

## Características
A edificação se desenvolveu em um único pavimento, e domina completamente o espaço urbano da praça Praça Castro Carreira (Conhecida popularmente como Praça da Estação). A fachada do bloco central possui colunas sobre pedestal encimado por frontão triangular, e escadaria demarcando o acesso ao interior do edifício. As fachadas contíguas possuem fenestração com aberturas em arco pleno, arrematadas superiormente por cornijas e platibandas.

## Equipamentos

### Pinacoteca do Ceará
A Pinacoteca do Ceará é um museu integrante da Rede Pública de Equipamentos da Secretaria da Cultura do Estado do Ceará (Secult - Ceará). Inaugurada em dezembro de 2022, tem a missão de salvaguardar, preservar, pesquisar e difundir a coleção de arte do Governo do Estado, sendo espaço de ações formativas com artistas, comunidade escolar, famílias, movimentos sociais, organizações não-governamentais e demais profissionais do campo das artes e da cultura. Trata-se de um espaço de experimentação, pesquisa e reflexão para promover o diálogo entre arte e educação a partir de práticas artísticas. 

### Mercado AlimentaCE

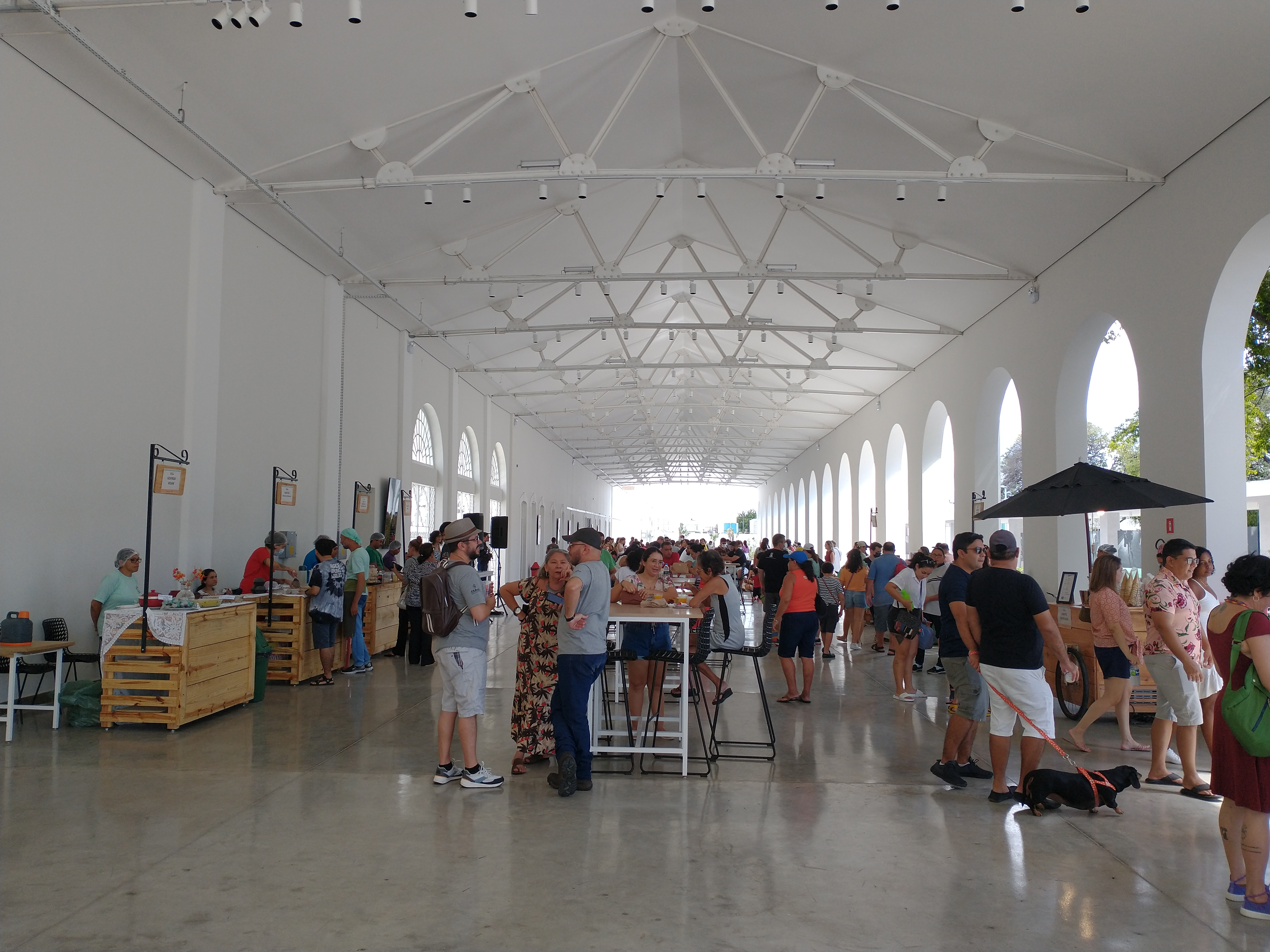
Gare do Complexo Estação das Artes.

O Mercado AlimentaCE é um espaço para vivenciar o Ceará de comer. Um dos equipamentos que integram o Complexo Cultural Estação das Artes, é um lugar para experimentar, aprender sobre e adquirir alimentos cearenses de qualidade, que contam histórias e trajetórias de toda a cadeia produtiva local. Do campo à mesa, o Mercado tem como diretriz ser um polo de referência gastronômica no país, impulsionando o produtor local, promovendo formações, fortalecendo o turismo e gerando renda e emprego. Também atua para preservar a gastronomia cearense, com sua diversidade e origem. O espaço integra a Rede Pública de Equipamentos Culturais da Secult, com gestão em parceria com o Instituto Mirante.
O equipamento possui, ao todo, seis restaurantes, sendo um deles ligado diretamente ao café da Pinacoteca do Estado do Ceará e um segundo com o diferencial de ter uma área de mesas externa ao corpo principal do equipamento, com vista para a praça. O edifício conta com área interna de mesas sob o grande telhado da antiga gare, para convivência e experiências gastronômicas dos frequentadores. Os cardápios de todos os estabelecimentos buscam representar a cultura alimentar cearense, sendo fiéis à sazonalidade de seus produtos e aos saberes do seu povo, além de oferecer opções veganas e vegetarianas.
O espaço ainda dispõe de área expositiva e uma loja de produtos com a oferta do melhor dos ingredientes da cozinha cearense. Para além da comercialização de alimentos, a instituição objetiva ser palco de diversos eventos e feiras ligados à gastronomia do Estado, promovendo atividades formativas e de capacitação e estimulando o impacto direto no turismo e na profissionalização.
O Mercado Gastronômico pretende estimular a produção de uma gastronomia cearense focada em suas tradições culturais, mas também conectada à criatividade, inovação e sustentabilidade.

### Centro de Design do Ceará
O Centro de Design do Ceará, situado no Complexo Cultural Estação das Artes, é um espaço de investigação, pensamento e produção de design. Localizado no Centro da Capital cearense, o centro integra a Rede Pública de Equipamentos Culturais da Secult, com gestão em parceria com o Instituto Mirante.
Além de conectar a oferta e a demanda em design, o equipamento busca o diálogo com os atores e fomentar a geração de negócios de impacto positivo na vida das pessoas e na economia do Estado.
O centro apoia-se em quatro pilares fundamentais: design decolonial, design regenerativo, design ecoeficiente e design político. As principais linhas de atuação do Centro de Design do Ceará são pesquisa, formação, promoção e difusão, criação e produção, prototipagem, residências, consultoria, incubadora de projetos e cooperativas nos segmentos do design.
A fim de posicionar o Ceará como referência de um design responsável, inovador e a serviço da vida, o espaço tem como meta oferecer ações formativas, editais para bolsas de pesquisa, oficinas, workshops e cursos (online e presencial), ações de fomento, promoção e difusão, feira de design e atendimento aos profissionais da área além de exposições sobre a cultura do design.
A estrutura do equipamento cultural é composta por lounge, auditório, área de exposição, laboratório de prototipagem, escritórios compartilhados, salas de reunião com videoconferência e salas de apresentação de projetos. O Centro de Design, que integra o Complexo Cultural Estação das Artes Belchior, está em fase gradual de implementação, programada para ser concluída ainda no ano de 2022.

### Museu Ferroviário Estação João Felipe
O Museu Ferroviário João Felipe é uma instituição permanente sem fins lucrativos, a serviço da sociedade e do seu desenvolvimento, aberta ao público, que adquire, conserva, investiga, comunica e expõe itens do patrimônio ferroviário do Ceará, em suas dimensões material e imaterial, com fins socioeducativos, de pesquisa, turismo e entretenimento.
O acervo é oriundo dos objetos remanescentes do antigo Museu do Centro de Preservação da História Ferroviária do Ceará. A instituição funcionou de 1982 até 1999, nas antigas oficinas da Estrada do Urubu (oficinas Demosthenes Rockert), hoje avenida Francisco Sá, no bairro Carlito Pamplona, sob coordenação da RFFSA (Rede Ferroviária Federal Sociedade Anônima) e com o apoio da AERVC (Associação de Engenheiros da Rede Viação Cearense).
Com a criação do Complexo Cultural Estação das Artes, o Museu Ferroviário retorna em novo projeto museal e gestão compartilhada entre a Secult Ceará, o Instituto Mirante e o apoio de um Conselho Consultivo a ser instituído com assentos para as entidades ferroviárias, IPHAN, DNIT, Transnordestina, e outros parceiros estratégicos.